# Arsenio il Cappadoce
Arsenio il Cappadoce (1840 – 1924) è stato un monaco cristiano greco della Chiesa ortodossa, particolarmente venerato in Grecia e ritenuto taumaturgo.

## Biografia
Arsenio il Cappadoce nacque attorno al 1840 a Farassa o Varasio, il principale tra sei villaggi cristiani della regione di Farassa (in Cappadocia, oggi Feke nell'odierna Turchia). I suoi genitori erano dei pii cristiani praticanti di modeste condizioni. Il padre, istitutore, si chiamava Eleuterio (soprannominato Hadjilefteris, ossia "pellegrino dei luoghi santi" per essere stato a Gerusalemme in pellegrinaggio). Il nome della famiglia era Annitsalichos o Artzidis (come soprannome). Sua madre si chiamava Barbara Frangos (o Frangopoulos). La coppia ebbe due figli: Biagio e Teodoro (che divenne padre Arsenio). A causa di un evento inspiegabile (l'apparizione di san Giorgio) Teodoro, sin da bambino, iniziò a desiderare di divenire monaco. Teodoro fece i suoi studi elementari a Nigdi e gli studi superiori a Smirne. A Smirne imparò il greco letterario, la teologia, l'armeno il turco e il francese. A ventiquattro anni, entrò come monaco al monastero di Flaviana, borgo situato a 15 km da Cesarea. Non rimase in monastero che poco tempo e fu inviato dal vescovo a Farassa per istruire i bambini abbandonati, cosa che dovette fare di nascosto dei turchi, essendo l'insegnamento del greco un'attività proibita. Verso i trent'anni fu ordinato sacerdote, fece un pellegrinaggio in Terra santa e ritornò a Farassa. Da allora si distinse sempre più per la preghiera e la sua attività benefica in favore di tutti, turchi compresi. "Ovunque passava il padre, gli portavano dei malati affinché recitasse su di loro delle preghiere. Egli non osservava se era un cristiano o un mussulmano ma solo di quale malattia soffrisse per trovargli la preghiera adeguata. Guarendo le loro malattie, faceva capire ai turchi il gran valore dell'Ortodossia affinché essi fossero portati a rispettarla". Nella sua attività, non furono poche le guarigioni a lui attribuite, al punto che ovunque accorrevano a lui. Ai turchi padre Arsenio era solito dire: "Tieni i tuoi soldi, la nostra fede non si vende!". La personalità di padre Arsenio marcò fortemente i suoi parrocchiani al punto che qualcuno tra essi scrisse: "Avevamo nel nostro villaggio un giovane uomo che divenne istitutore e in seguito prete... Era solito fare continue veglie notturne di preghiera (agripnìe)... Un uomo santo la cui preghiera poteva attraversare le pietre. Se qualcuno si ammalava, egli rimaneva presso di lui facendo delle prostrazioni (metànie) e supplicando Dio... il suo nome era Hadjiefendis". Anche se viveva nel mondo, riusciva due giorni alla settimana ad isolarsi come fosse un eremita per dedicarsi totalmente alla preghiera. Durante le grandi feste, faceva delle Agripnìe nella chiesa parrocchiale dal tramonto del sole all'alba. Se celebrava le Agripnìe in una cappella isolata, e lontana dal villaggio, non vi si recava mai a dorso di un animale ma sempre a piedi, poiché nutriva un tal rispetto per gli animali da non volerli gravare con il suo peso corporeo. Di padre Arsenio ci sono pervenuti i racconti di molti miracoli e fatti straordinari. Lui stesso battezzò un bambino che divenne, a sua volta, una delle figure carismatiche più influenti della Grecia contemporanea: Padre Paisios del Monte Athos.
Padre Arsenio morì il 10 novembre 1924 in Grecia, dopo essere venuto da Farassa con tutta la popolazione del suo villaggio, a causa degli scambi di popolazioni tra la Turchia e la Grecia, avvenuti in quegli anni.
Fu riconosciuto santo l'11 febbraio 1986.